# Anche i boia muoiono
(František Svoboda)
Anche i boia muoiono (Hangmen Also Die!) è un film del 1943 diretto da Fritz Lang, che racconta gli avvenimenti connessi alla morte, durante la Seconda guerra mondiale, del gerarca nazista Reinhard Heydrich.
Le vicende messe in scena non corrispondono però pienamente alla realtà, che doveva ancora esser completamente rivelata nel 1943. Reinhard Heydrich fu infatti l'obiettivo dell'operazione Anthropoid, organizzata dalla Resistenza con l'appoggio del governo cecoslovacco in esilio e dei britannici, che addestrarono i paracadutisti cechi in Scozia.
Alla sceneggiatura, sebbene il suo nome non figuri tra i titoli (John Wexley pretese di essere l'unico nome), collaborò anche Bertolt Brecht: fu la sua prima e unica volta per un film di Hollywood, e  il ricavato gli diede la possibilità economica di scrivere i suoi lavori successivi.
L'opera fu candidata a due premi Oscar.
Il film fu presentato alla Mostra di Venezia del 1946, la prima edizione dopo l'interruzione dovuta alla guerra.

## Trama
Praga, 1942: l'odierna capitale della Repubblica Ceca è occupata dai nazisti. Lo spietato governatore Reinhard Heydrich cade colpito durante un'azione partigiana, e i tedeschi decidono d’imporre il coprifuoco e una forte repressione. L'attentatore, il dottor František Svoboda, si mette in salvo in casa di un patriota, Štěpán Novotný.
Per evitare ulteriori rappresaglie sulla già martoriata gente di Praga, la Resistenza riesce a consegnare ai nazisti il birraio Czaka, collaborazionista infiltrato tra i patrioti e responsabile della morte di diversi tra loro.

## Produzione
Il film fu prodotto dallo stesso Fritz Lang insieme ad Arnold Pressburger per la compagnia Arnold Productions Inc., una piccola casa di produzione che, dal 1941 al 1946, produsse solo quattro pellicole.
Furono vagliati numerosi titoli di lavorazione per la pellicola, tra i quali Never Surrender, No Surrender, Unconquered, We Killed Hitler's Hangman, Trust the People, e Lest We Forget. Quando si scoprì durante le riprese che era stato pubblicato un libro con titolo simile a Never Surrender o No Surrender, la produzione chiese al cast e ai membri della troupe di suggerire un nuovo titolo. A tal scopo fu indetto un concorso con in palio 100 dollari che venne vinto da una segretaria di produzione.
Il regista Fritz Lang prese in considerazione l'idea di far cominciare il film con una citazione della poesia The Murder of Lidice di Edna St. Vincent Millay. Successivamente scartò l'idea, ma la poesia apparve ugualmente in un altro film su Heydrich della Metro-Goldwyn-Mayer, Il pazzo di Hitler del 1943.
Anche i boia muoiono fu l'unica sceneggiatura scritta da Bertolt Brecht per un film statunitense, anche se probabilmente egli collaborò ad altri copioni durante la sua permanenza a Hollywood, senza ricevere nessun accredito ufficiale. Brecht fu costretto a lasciare gli Stati Uniti poco tempo dopo, per le accuse di comunismo rivoltegli dalla Commissione per le attività antiamericane. John Wexley ricevette pieno merito della sceneggiatura dopo che ebbe dimostrato alla Writers Guild che Brecht e Lang avevano lavorato solo marginalmente alla storia. Tuttavia sembra esserci molto più Brecht nel copione di quanto comunemente si creda: l'accademico Gerd Gemünden scrisse d’aver parlato col giudice Maurice Rapf, che s’occupò del caso, e che egli gli confidò come fosse "ovviamente Brecht e non Wexley l'autore principale della sceneggiatura", e come Wexley "avesse reputazione di essere un ladro di idee altrui". Successivamente, lo stesso Wexley venne inserito nella lista nera e dichiarato un comunista dalla Commissione per le attività antiamericane .

## Distribuzione
Il film venne distribuito negli Stati Uniti dalla United Artists, che lo presentò in anteprima il 23 marzo 1943; nelle sale uscì il 15 aprile. Ne venne fatta una riedizione nel 1947, distribuita dalla Favorite Films.

### Date di uscita
- USA 23 marzo 1943 (anteprima)
- USA 15 aprile 1943
- Svezia 3 maggio 1945
- Portogallo 5 settembre 1945
- Italia 10 gennaio 1946
- Danimarca 25 novembre 1946
- Francia 27 agosto 1947 (Parigi)
- USA ottobre 1947 (riedizione)
- Finlandia 26 giugno 1953
- Germania Ovest 3 aprile 1958 (Wiesbaden)
- Germania Ovest 23 ottobre 1974 (prima TV)
- Giappone 12 dicembre 1987
- Giappone 18 settembre 1999 (riedizione)
- Francia 24 ottobre 2007 (riedizione)
- Portogallo 8 gennaio 2010 (Cinemateca Portuguesa)

Alias
- Hangmen Also Die! USA (titolo originale)
- A hóhér halála Ungheria
- Anche i boia muoiono Italia
- Auch Henker sterben Germania
- Bødler dør også Danimarca
- Hangmen Also Die! UK
- Kai oi dimioi pethainoun Grecia
- Les Bourreaux meurent aussi Francia
- Lest We Forget USA
- Los verdugos también mueren Spagna
- Myöskin pyövelit kuolevat Finlandia
- Never Surrender USA (titolo di lavorazione)
- No Surrender USA (titolo di lavorazione)
- Os Carrascos Também Morrem Portogallo
- Pyövelitkin kuolevat Finlandia
- Skräckdagar i Prag Svezia
- Trust the People USA (titolo di lavorazione)[7]